# Es pastoret

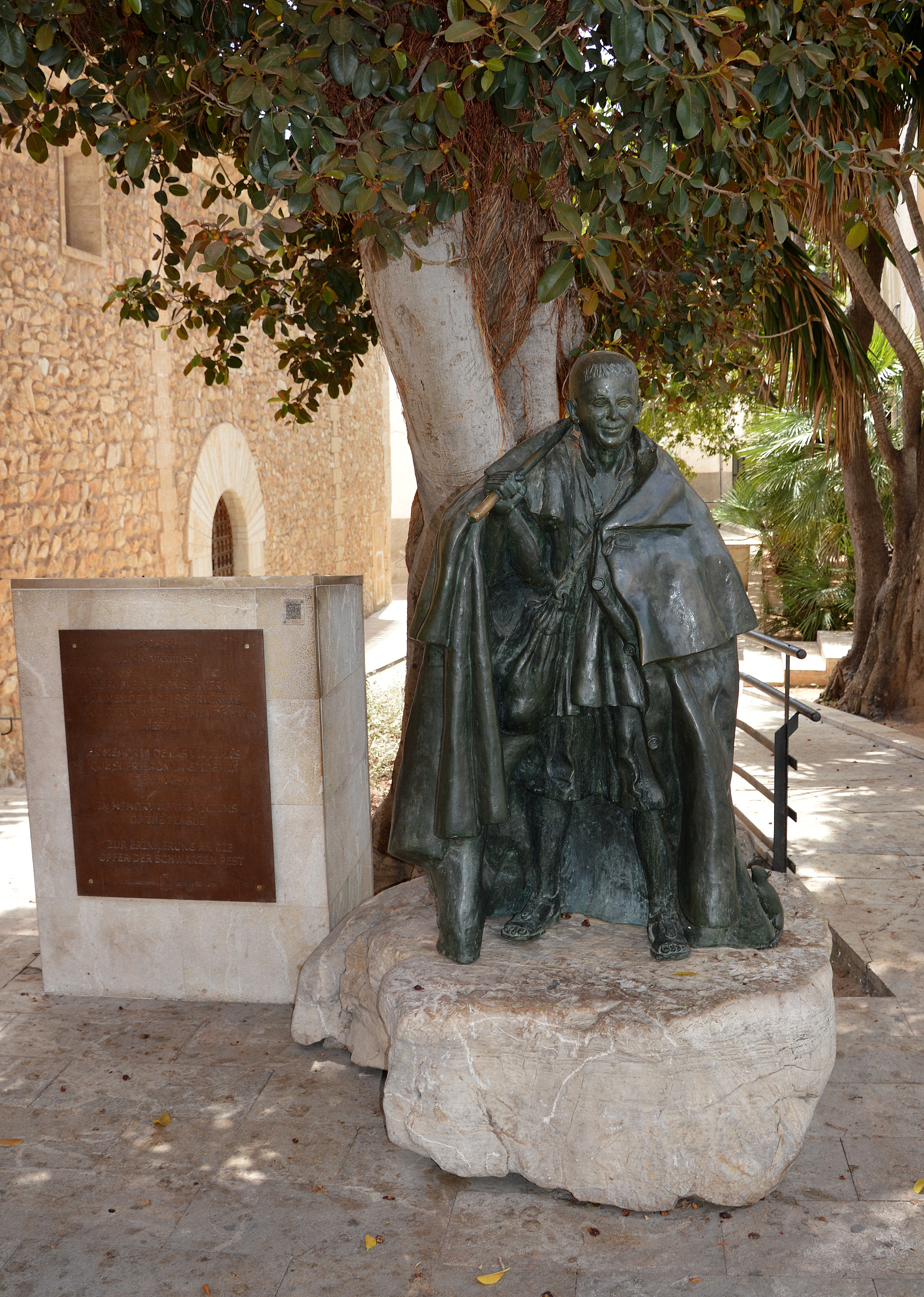
Denkmal Es pastoret

Es pastoret (deutsch: Der Hirte) ist ein Denkmal in Son Servera auf der spanischen Mittelmeerinsel Mallorca. Es erinnert an die Opfer einer Epidemie im Jahr 1820.

## Lage
Das Denkmal befindet sich im Ortskern von Son Servera im Norden des Plaça de Sant Joan, westlich der Kirche Sant Joan Bautista.

## Gestaltung und Geschichte
Es pastoret wurde von dem in der Region lebenden Künstler Eduardo Servera geschaffen. Die Bronzefigur, die einen Hirten darstellt, steht auf einer rohen, unbearbeiteten Steinplatte. Es pastoret
trägt ein weites, faltenreiches Hemd, gepuffte Kniebundhosen, Sandalen und einen langen Mantel mit einem weiten Pelerinenkragen. An seinem linken Fuß richtet sich eine Ratte auf.
Eine links der Skulptur befindliche Tafel erläutert in Katalanisch, Spanisch, Englisch und Deutsch (Zur Erinnerung an die Opfer der Schwarzen Pest) die Bedeutung des Denkmals.
Das Denkmal erinnert an eine schwere Pestepidemie, die Son Servera 1820 traf und an der 1040 der damals 1808 Bewohner des Orts starben.
Zum Ausbruch der Krankheit gibt es mehrere Überlieferungen, von denen eine mit der Skulptur thematisiert wird. Demnach ankerte im Mai 1820 ein aus Tanger kommendes Schiff vor der Küste. Ein an Bord verstorbenes Mannschaftsmitglied wurde von Mitgliedern des Besatzung am Strand Mallorcas begraben und mit einem Mantel bedeckt. Ein aus Son Servera stammender Hirte soll sich den Mantel genommen haben, um sich vor der Kühle der Nacht zu schützen. Er verstarb bereits am nächsten Tag. Einen Tag später soll es schon weitere 50 Tote gegeben haben.
Andere Überlieferungen gehen davon aus, dass zwei Männer aus Son Servera bei der Entladung eines mit Weizen beladenen Schiffs halfen, sich dabei ansteckten und die Krankheit im Ort verbreiteten.
Der Arzt von Son Servera entschied nach Ausbruch der unbekannten Krankheit gemeinsam mit dem Kollegen aus Artà, die Kranken zu isolieren. Anfang Juni entschied eine Gesundheitskommission, Son Servera mit Hilfe des Militärs von den übrigen Regionen streng abzuriegeln. Die Bewohner Son Serveras wagten sich nicht mehr aus ihren Häusern. Erst Ende August war die Lage wieder unter Kontrolle, die Absperrungen blieben jedoch noch länger in Kraft und wurden erst am 1. Februar 1821 aufgehoben. Der Tag wurde zum Feiertag erklärt. Noch heute wird jeweils an diesem Tag mit einer Messe dem Ende der Katastrophe gedacht. Am Ende überlebten nur 768 Menschen im Ort.
Das Denkmal erinnert an die Opfer der Epidemie sowie an die Überlebenden, die den Ort aufbauten.